# Anna Klapp
Anna Sophie Charlotte Klapp geb. Oesten (* 20. September 1840 in Feldberg in Mecklenburg-Strelitz; † nach 1909 in den Vereinigten Staaten) war eine deutsche Schriftstellerin, die auch unter den Pseudonymen Sophie Stein und A. v. d. Osten publizierte.

## Leben
Ihr Vater war der großherzoglich Mecklenburg-Strelitzische Hofrat Christian Friedrich Gustav Oesten. Anna Oesten besuchte bis 1857 das Lehrerinnenseminar in Neustrelitz und arbeitete danach einige Jahre als Lehrerin. Am 1. November 1864 heiratete sie den Pfarrer Ludwig Klapp (1835–1911) und lebte mit ihm 12 Jahre im Fürstentum Waldeck auf einer Landpfarre, deren ökonomische Verhältnisse schwierig waren. Dann zog sie mit der Familie nach Osnabrück, wo sie auf Anregung des Redakteurs Auguſt Lammers für Zeitschriften und Zeitungen zu schreiben begann. 1882 erschien ihr erstes Buch, das im mecklenburgischen Platt geschrieben war. Seit 1884 lebte die in Hamburg, wo ihr Ehemann Pastor an der St. Katharinenkirche war. Es folgten Bücher der Jugend- und Mädchenliteratur und zu Frauenfragen. 1893 gründete sie den „Verein zur Reform der Jugendlitteratur“, dessen Organ, die Losen Blätter sie redigierte. Sie ließ sich 1895 für ein und ein halbes Jahr in Berlin nieder und zog dann nach ihrem Geburtsort Feldberg. 1902 reiste sie ohne ihren Mann nach New York und verblieb in Amerika, ohne dass Weiteres über ihr Leben und den Zeitpunkt ihres Todes bekannt wurden.

## Werke
- Ut Dörp un Stadt. Plattdütsche Geschichten. Roussell, Bremen 1882.
- Der erste Preis. Erzählung für Mädchen. Richter, Hamburg 1886.
- Nelly. Erzählung für Mädchen. Richter, Hamburg 1887.
- Die Kinder von Bucheck. Eine Erzählung für Knaben und Mädchen von 8–12 Jahren. Thienemann, Stuttgart 1887.
- Unsere jungen Mädchen und ihre Aufgaben in der Gegenwart. Ein Buch für Eltern und Töchter. Oehmigke, Berlin 1892.
- Mädchen-Ideale. Erzählung für junge Mädchen. Meidinger, Berlin 1892.
- Der jüngste Diakonus. Novelle. Sandowsky, Wiesbaden 1893.
- Mädchen-Ideale. Erzählung für junge Mädchen. Meidinger, Berlin 1895.
- Vor Tagesanbruch. Erzählung aus der Gegenwart für jüngere wie reifere Mädchen. Oehmigke, Berlin 1896.
- Vertauschtes Glück. Eine Erzählung für junge Mädchen. Meidinger, Berlin 1900.
- Die kleine Gärtnerin von Schönau. Eine Jugenderzählung. Berlin 1900.